# Langues iraniennes orientales
Les langues iraniennes orientales forment une branche des langues iraniennes. Elles se distinguent des langues iraniennes occidentales.

## Périodisation des langues iraniennes orientales

### Période du vieil iranien
Une seule langue iranienne orientale est connue à l'époque du vieil iranien, l'avestique. 

### Période du moyen iranien
Plusieurs langues sont attestées : le khotanais, le sogdien, le bactrien et le chorasmien, mais les documents datent essentiellement de la fin du moyen-iranien.

### Période de l'iranien moderne
Les principales langues iraniennes orientales contemporaines sont le pachto et l'ossète. Les nombreuses langues du Pamir sont aussi rattachées à l'iranien oriental.

## Classification
Le signe † signale une langue morte.
- Langues iraniennes orientales
  - avestique†
  - scythe† et alain†
    - ossète : iron, digor

  - sogdien†
    - yaghnobi

  - chorasmien†
  - bactrien†

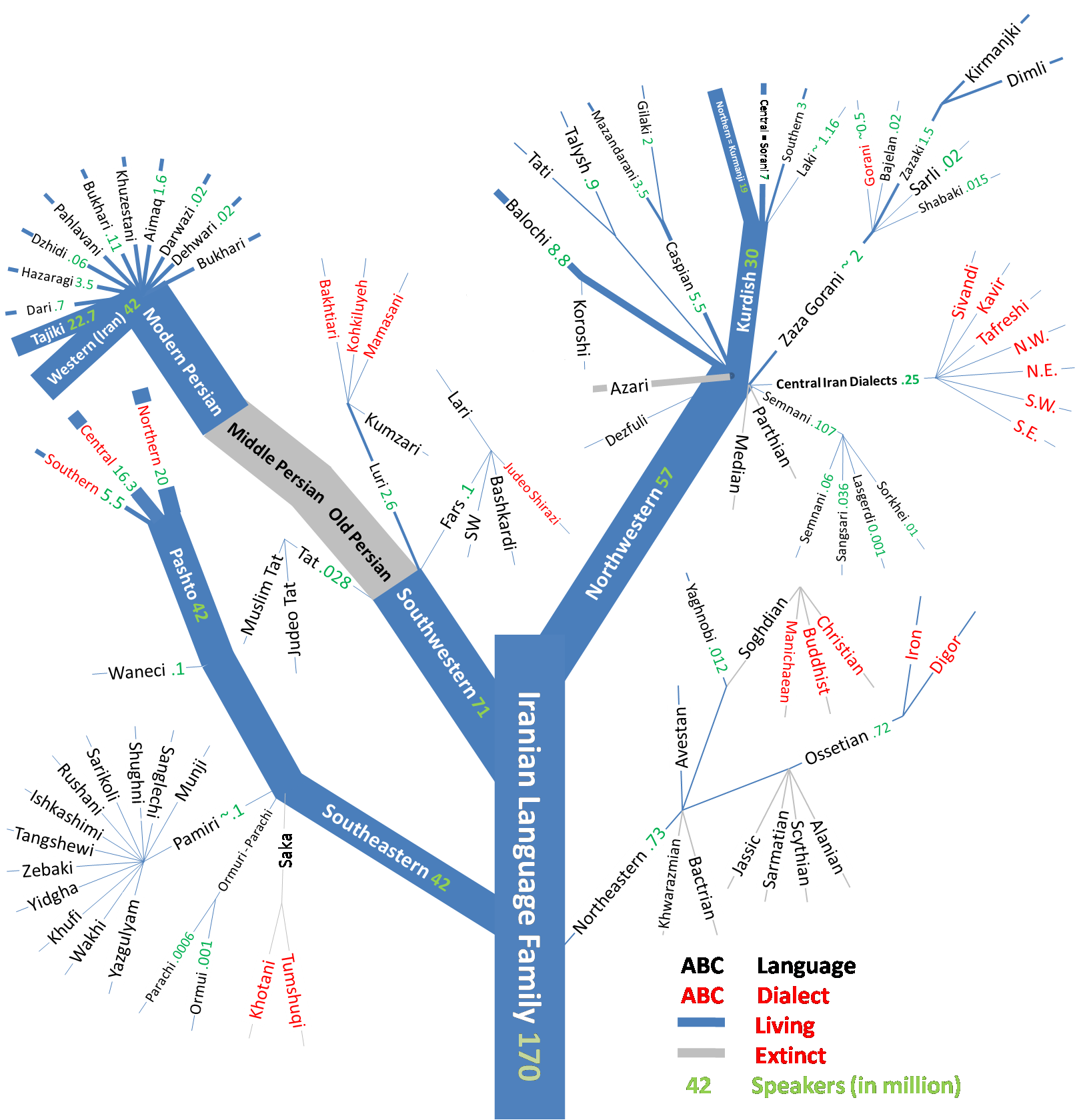
arbre des langues iraniennes

  - Langues saces : khotanais†, tumshuqais†
  - Langues du Pamir : wakhi, sangletchi, ishkashimi, yazgoulami, yidgha, munji
    - Groupe shughni-rushan : shughni, rushan, khufi, bartangi, oroshori, sariqoli

  - pachto
  - parachi et ormuri (classification incertaine)